# عملية الكثافة
عملية الكثافة المعروفة أيضا باسم «ليلة الفجر» وهي عملية عسكرية قامت بها القوات الجوية الإسرائيلية في اليوم الثاني من حرب لبنان 2006. في العملية ادعت مصادر عسكرية إسرائيلية رسمية أن معظم صواريخ حزب الله الطويلة المدى دمرت في غارات جوية استمرت 34 دقيقة. تشكك مصادر أخرى في أن الهجوم كان له أي تأثير واضح على قدرات حزب الله.

## الخلفية
بدأت حرب لبنان عام 2006 عندما أسر حزب الله جنديين إسرائيليين. نتيجة لذلك اجتمع منتدى في مقر الجيش الإسرائيلي في تل أبيب بشأن الردود المحتملة على الهجوم. كان أحد الاقتراحات إطلاق عملية الكثافة وهي غارة جوية بهدف تدمير قدرة حزب الله على الصواريخ بعيدة المدى. بعد مناقشة طويلة وافقت الحكومة الإسرائيلية على العملية.

## العملية
في الساعات الأولى من يوم 13 يوليو استهدفت سلسلة من الغارات الجوية الإسرائيلية عشرات الصواريخ الثابتة التي كانت مخبأة في منازل ناشطي حزب الله والأسر الشيعية في جميع أنحاء لبنان. ادعى الجيش الإسرائيلي أنه أصاب 59 قاذفة صواريخ. زعم أن عددا كبيرا من الصواريخ البعيدة المدى التي صنعها حزب الله قد دمرت وتتراوح التقديرات بين نصفها وثلثيها.
قال رئيس الأركان هالوتز للحكومة الإسرائيلية في اليوم الثاني من الحرب «لقد ربحنا الحرب».
تتفق معظم المصادر على أن العملية كانت ناجحة. بحسب الصحافيين الإسرائيليين آموس هاريل وآفي إيساكاروف فإن العملية كانت الإنجاز العسكري الإسرائيلي الأكثر إثارة للإعجاب خلال الحرب وضربة مدمرة لحزب الله. ادعى هاريل وإيساكاروف أن العملية كانت ناجحة بسبب العمل المضني الذي قامت به المخابرات الإسرائيلية. كما أصيب حزب الله بالمفاجأة تماما حيث كان يعتقد أن موقع صواريخه البعيدة المدى كان سرا يحرسه سرا. اعترف المحلل العسكري الأمريكي وليام أركين بأن مراقبين أمريكيين من ذوي الخبرة لاحظوا أن سلاح الجو الإسرائيلي دمر مخزونات الصواريخ لحزب الله في 39 دقيقة لكنه كتب أن هناك أدلة قليلة على أن القوات الجوية الإسرائيلية حاولت وأقل نجاحا من قدرة الصواريخ المتوسطة والطويلة المدى في الأيام الأولى من الحرب. في حين اعترف بأن نوعا من الهجوم الإسرائيلي المخطط مسبقا قد وقع رفض الإدعاء بأنه «سخافة» و«حكاية». غير أن المحلل الأمريكي الآخر بنيامين لامبيث أصر على أنه كان من المستبعد أن تشير إلى أن «التصريحات القيادية الإسرائيلية الموثوقة» لم تكن قائمة على حقائق. لكنه اعترف بوجود «حالة من عدم اليقين المستمر» تحيط ب«الحقائق والأرقام المعروفة» بشأن الهجمات. يعتقد أنطوني كوردسمان أن القوات المسلحة الإسلامية ربما دمرت معظم الصواريخ طويلة ومتوسطة المدى في اليومين الأولين من الحرب لكنها اعترفت بأن هذه الادعاءات «لم يتم التحقق من صحتها أو وصفها بالتفصيل».
ظل حزب الله صامتا لفترة طويلة في هذه الحلقة من الحرب. في الذكرى السادسة لحرب لبنان ادعى الأمين العام لحزب الله حسن نصر الله أن حزب الله كان يعلم أن الإسرائيليين كانوا يجمعون معلومات عن منصات الصواريخ وقاذفاتها وتمكنوا من نقلها دون الكشف عنها. كانت معظم المواقع التي هاجمتها القوات الجوية الإسرائيلية فارغة.